# زنگویه (خنج)
زنگویه (خنج)، روستایی از توابع شهر محمله شهرستان خنج در استان فارس ایران است.
مردم روستای زنگویه ترک قشقایی هستند و به زبان ترکی صحبت می کنند و از طایفه ایگدر هستند.
شغل بیشتر مردم دامداری و کشاورزی است بگونه‌ای که این شغل از پدران به فرزندان رسیده است.
امکانات این روستا می‌توان به آب شیرین‌کن همگانی (موقتا غیرفعال می‌باشد) خانه بهداشت، پارک خانواده، مدرسه ابتدابی و مسجد (اخیرا بازسازی شده)می‌باشد.
روستا در دهستان محمله قرار دارد و بر اساس سرشماری مرکز آمار ایران  جمعیت آن ۷۵۰نفر (۲۱۰خانوار) بوده‌است.